# Vranovce
Vranovce (horvátul: Vranovci) falu Horvátországban, Bród-Szávamente megyében. Közigazgatásilag Bukolyához tartozik.

## Fekvése
Bród központjától 6 km-re északkeletre, községközpontjáról 1 km-re keletre Szlavónia középső részén, a Dilj-hegység déli lábánál, a Bródról Diakovárra menő főút és az A3-as (Zágráb-Lipovac) autópálya mentén fekszik. Az utóbbi időben házai már összeértek a községközpont házaival.

## Története
A régészeti leletek tanúsága szerint területe már az ókorban is lakott volt. 1950-ben a falu határában fekvő „Gomilice” nevű dűlőben feltáró ásatás során a Gređani csoporthoz tartozó bronzkori temető maradványait találták. A munkálatok során két nagyobb, 20-25 méter átmérőjű ellipszoid alakú halomsírt tártak fel. A halmok közepén egy méteres mélységben égett réteget találtak, mely alatt hamu és égett csontok maradványai feküdtek. A mellékletként elhelyezett kerámiák alapján a temetőt a késő bronzkorra datálták és a Gređani csoporthoz sorolták.
A település már a középkorban is létezett. 1422-ben „Branocz”, 1446-ban „Wranoucz”, 1448-ban „Wranoucz”, 1467-ben „Wranacz” alakban említik a korabeli oklevelekben. A tomicai uradalomhoz tartozott, 
 így vele együtt Névna várának tartozéka volt. A névnai Treutel család után a lévai Cseh család birtoka lett. 1445-től több zálogbirtokos után Kórógyi János macsói bán zálogbirtoka lett, aki 1454-ben megvásárolta. Kórógyi János fia Gáspár a grabarjai Beriszló családnak adta zálogba. A Kórógyi család kihaltával Mátyás király Névna várával együtt 1472-ben monoszlói Csupor Miklósnak, majd az ő halálával 1474-ben Gábor kalocsai érseknek és testvérének Matucsinai Zsigmondnak adományozta.
A török 1536-ban szállta meg, de lakossága a török uralom idején is megmaradt. Lakói a török uralom idején jobbágyok voltak, majd a felszabadítás után határőrszolgálatot vállaltak. 1698-ban „Vranovczy” néven hajdútelepülésként, szerepel a török uralom alól felszabadított szlavóniai települések összeírásában. 1730-ban az egyházi vizitáció jegyzőkönyve szerint 15 háza és egy Szent Bertalannak szentelt kápolnája volt. 1746-ban felosztották a podvinjei és a vrhovaci plébánia között. A Podvinjéhez tartozó rész 9 házában, 10 családban, 88 fő lakott. A vrhovaci részben 12 ház és a Keresztelő Szent János kápolna volt. 1758-ban összesen 30 ház állt a településen. A podvinjei részben állt egy a Boldogságos Szűz tiszteletére szentelt kápolna. 1760-ban az egyházi vizitáció 15 házzal, 15 családdal és 96 katolikus lakossal említi. A katonai határőrvidékek megszervezése után a bródi határőrezredhez tartozott.
Az első katonai felmérés térképén „Vranovcze” néven található. Lipszky János 1808-ban Budán kiadott repertóriumában „Vranovcze” néven szerepel. Nagy Lajos 1829-ben kiadott művében „Vranovcze” néven 50 házzal, 256 katolikus és egy ortodox vallású lakossal találjuk. A katonai közigazgatás megszüntetése után 1871-ben Pozsega vármegyéhez csatolták.
A településnek 1857-ben 248, 1910-ben 401 lakosa volt. Pozsega vármegye Bródi járásának része volt. Az 1910-es népszámlálás adatai szerint lakosságának 73%-a horvát, 9-9%-a ruszin és magyar, 7%-a szerb anyanyelvű volt. Az első világháború után 1918-ban az új szerb-horvát-szlovén állam, majd később (1929-ben) Jugoszlávia része lett. 1991-től a független Horvátországhoz tartozik. 1991-ben lakosságának 94%-a horvát nemzetiségű volt. 2011-ben a településnek 644 lakosa volt.

## Lakossága

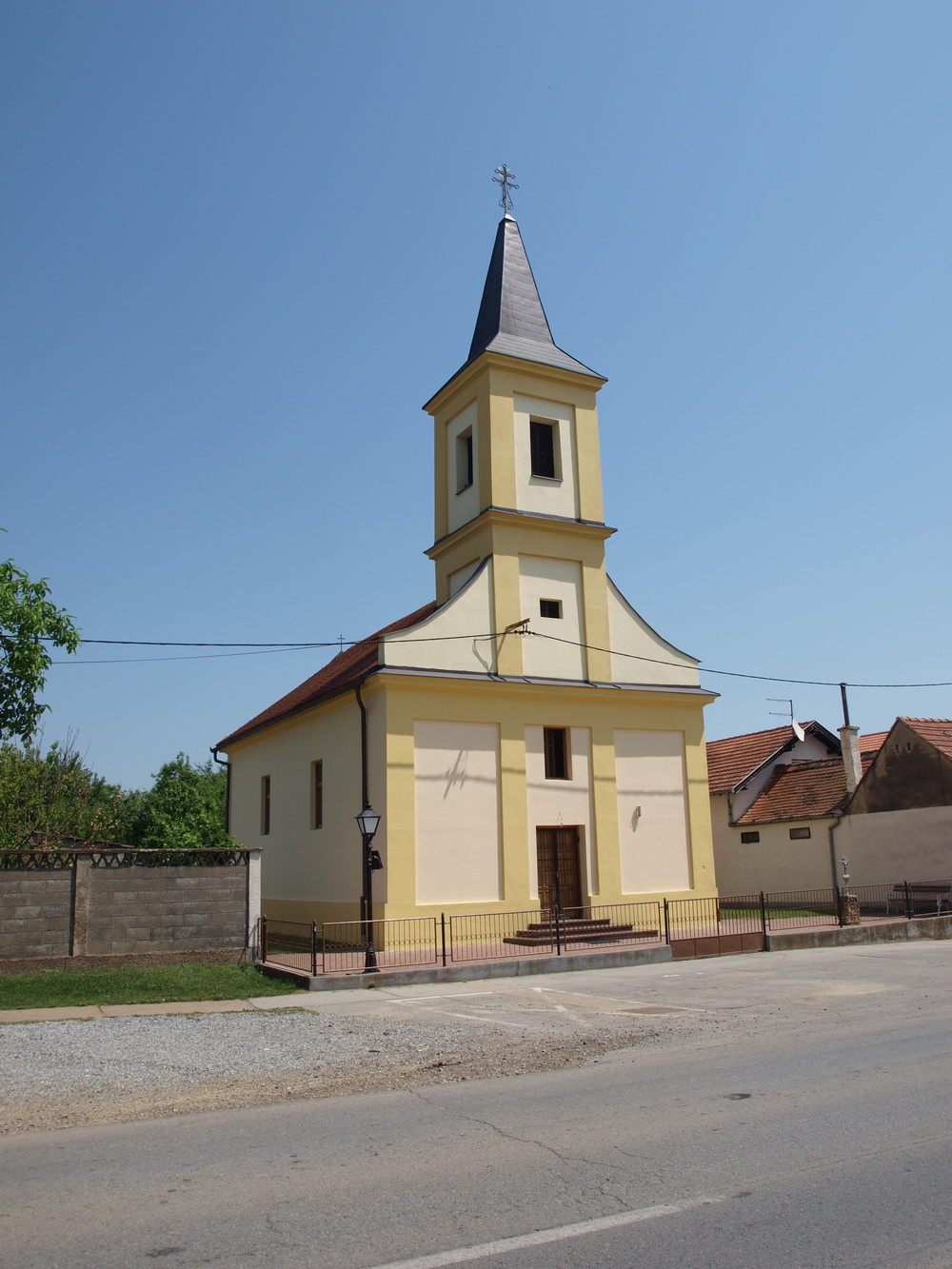
A Szent József római katolikus templom

| Lakosság változása | Lakosság változása | Lakosság változása | Lakosság változása | Lakosság változása | Lakosság változása | Lakosság változása | Lakosság változása | Lakosság változása | Lakosság változása | Lakosság változása | Lakosság változása | Lakosság változása | Lakosság változása | Lakosság változása | Lakosság változása |
| ------------------ | ------------------ | ------------------ | ------------------ | ------------------ | ------------------ | ------------------ | ------------------ | ------------------ | ------------------ | ------------------ | ------------------ | ------------------ | ------------------ | ------------------ | ------------------ |
| 1857               | 1869               | 1880               | 1890               | 1900               | 1910               | 1921               | 1931               | 1948               | 1953               | 1961               | 1971               | 1981               | 1991               | 2001               | 2011               |
| 248                | 295                | 233                | 280                | 362                | 401                | 377                | 456                | 458                | 470                | 472                | 490                | 446                | 475                | 644                | 644                |

## Nevezetességei
Szent József tiszteletére szentelt római katolikus temploma a podvinjei plébánia filiája.

## Kultúra
KUD „Vranovci-Bukovlje” kulturális és művészeti egyesület női énekkarral.